# Vittorino da Feltre

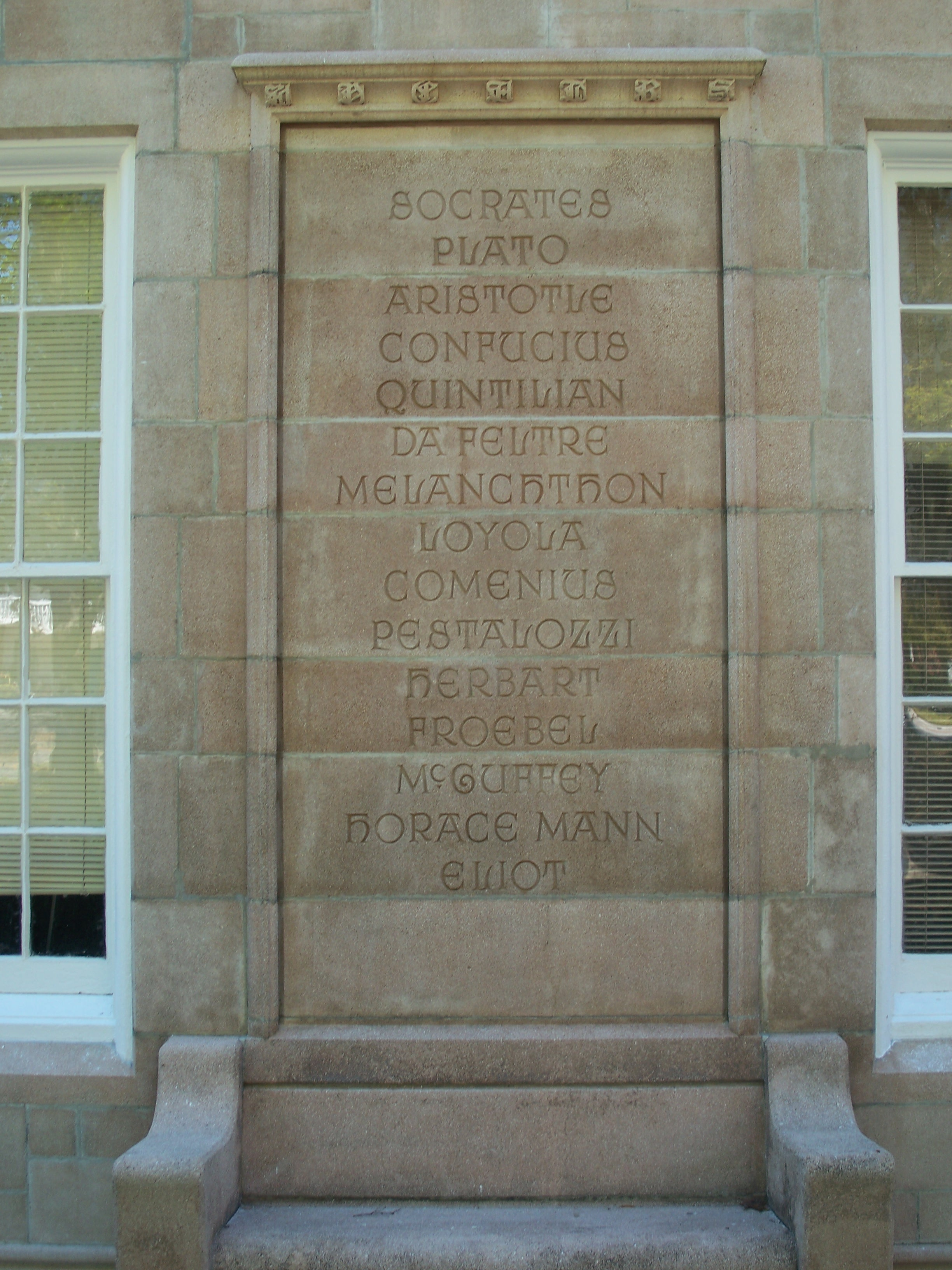
Inscrição num dos edifícios da Universidade da Flórida lista Feltre entre os grandes pensadores

Vittorino da Feltre, também conhecido pelo apelido Rambaldoni (Feltre, 1378 - 2 de fevereiro de 1446) foi um humanista, religioso pedagogista e professor da Universidade de Pádua, que destacou-se na educação com o seu trabalho de preceptor dos filhos da família Gonzaga, em Mântua. 
Precursor de concepções e práticas pedagógicas que seriam difundidas séculos depois (escola gratuita para os desafortunados, a postura exemplar do mestre, raciocínio independente, planos de estudos enciclopédicos, associação do exercício do corpo com o exercício do espírito, proposta de ensino gradual). 
Destaca-se na prática pedagógica através de relatos registrados por seus ex-alunos e também por preocupar-se com um ensino atrativo para as crianças, por entender a necessidade de criar oportunidades de expressão da personalidade, por repudiar punições com agressão ao corpo e pelo constante apelo à honra.